# Gouvernement Paul
République d’Haïti
Lamothe Enex Jean-Charles
Le gouvernement Evans Paul est le gouvernement d'Haïti du 18 janvier 2015 au 28 mars 2016.
À la suite de l'expiration du mandat de Michel Martelly, le gouvernement exerce l'intérim de la présidence de la République du 7 au 14 février 2016.

## Historique

### Formation
Le 25 décembre 2014, le président Michel Martelly nomme Evans Paul Premier ministre, en absence d'un Parlement en place. Il forme son gouvernement le 18 janvier 2015.

### Succession
Il présente sa démission le 2 février 2016. Le mandat présidentiel de Michel Martelly ayant pris fin le 7 février 2016, il assure de facto la direction du pouvoir exécutif jusqu'à l'élection du président provisoire Jocelerme Privert par l'Assemblée le 14 février. Il reste en fonction jusqu'à la nomination du nouveau Premier ministre, Fritz Jean, le 26 février suivant l'accord du 5 février.

## Composition
| Portefeuille                                                                   | Titulaire | Titulaire                        | Parti |
| ------------------------------------------------------------------------------ | --------- | -------------------------------- | ----- |
| Premier ministre                                                               |           | Evans Paul (jusqu'au 26/02/2016) | SE    |
| Ministre de la Planification et de la Coopération externe                      |           | Yves Germain Joseph              | SE    |
| Ministre des Affaires étrangères et des Cultes                                 |           | Duly Brutus                      | SE    |
| Ministre de la Justice et de la Sécurité publique                              |           | Pierre-Richard Casimir           | SE    |
| Ministre de l'Économie et des Finances                                         |           | Wilson Laleau                    | SE    |
| Ministre des Travaux publics, des Transports et de la Communication            |           | Jacques Rousseau                 | SE    |
| Ministre de l'Agriculture, des Ressources naturelles et du Développement rural |           | Jean François Thomas             | SE    |
| Ministre du Tourisme                                                           |           | Stéphanie Balmir Villedrouin     | SE    |
| Ministre de l'Éducation                                                        |           | Nesmy Manigat                    | SE    |
| Ministre de la Santé publique et de la Population                              |           | Florence Duperval Guillaume      | SE    |
| Ministre des Affaires sociales et du Travail                                   |           | Victor Benoit                    | SE    |
| Ministre de l'Intérieur et des Collectivités territoriales                     |           | Ariel Henry                      | SE    |
| Ministre du Commerce et de l'Industrie                                         |           | Hervey Day                       | SE    |
| Ministre de la Culture                                                         |           | Dithny Joan Raton                | SE    |
| Ministre de la Communication                                                   |           | Rotchild François                | SE    |
| Ministre à la Condition féminine et aux Droits des femmes                      |           | Yves Rose Morquette              | SE    |
| Ministre de l'Environnement                                                    |           | Jean Marie Claude Germain        | SE    |
| Ministre de la Défense                                                         |           | Lener Renauld                    | SE    |
| Ministre des Haïtiens de l'étranger                                            |           | Pieriche Olicier                 | SE    |
| Ministre de la Jeunesse, des Sports et de l'Action civique                     |           | Jimmy Albert                     | SE    |
| Ministre délégué chargé des questions électorales                              |           | Jean Fritz Jean-Louis            | SE    |
| Secrétaire d'État aux Affaires étrangères                                      |           | Henri Robert Sterlin             | SE    |
| Secrétaire d'État à la Sécurité publique                                       |           | Carel Alexandre                  | SE    |
| Secrétaire d'État aux Travaux publics, aux Transports et à la Communication    |           | Philippe Cinéas                  | SE    |
| Secrétaire d'État à la Coopération externe                                     |           | Robert Labrousse                 | SE    |
| Secrétaire d'État à la Planification                                           |           | Michel Presume                   | SE    |
| Secrétaire d'État à l'Intérieur                                                |           | Patrick Sully Wilfrid Joseph     | SE    |
| Secrétaire d'État aux Collectivités territoriales                              |           | Audain Bernadel                  | SE    |
| Secrétaire d'État à la Production animale                                      |           | Michel Chancy                    | SE    |
| Secrétaire d'État à la Production végétale                                     |           | Fresner Dorcin                   | SE    |
| Secrétaire d'État à la Réforme agraire                                         |           | Fednel Monchery                  | SE    |
| Secrétaire d'État à la Relance agricole                                        |           | Pierre André Gedon               | SE    |
| Secrétaire d'État à la Formation professionnelle                               |           | Marina Gourgue                   | SE    |
| Secrétaire d'État à l'Alphabétisation                                          |           | Mozart Clerisson                 | SE    |
| Secrétaire d'État aux Organisations sociales                                   |           | Wilfrid Saint Juste              | SE    |
| Secrétaire d'État à l'Intégration des personnes handicapées                    |           | Gerald Oriol                     | SE    |
| Secrétaire d'État à la Jeunesse et à l'Action civique                          |           | Gabrielle Hyacinthe              | SE    |
| Secrétaire d'État à la Justice                                                 |           | Jacquenet Oxilus                 | SE    |